# Francisco Menéndez Valdivieso
El general Francisco Menéndez Valdivieso (Ahuachapán, 3 de diciembre de 1830-San Salvador, 22 de junio de 1890) fue un militar y político salvadoreño, que se desempeñó como presidente de El Salvador (1885-1890).

## Biografía
Nació en Ahuachapán en el seno de una familia acomodada. Era hijo de José Eustaquio Menéndez de Guzmán y de Gabriela Valdivieso; su padre, era nieto por vía paterna de Francisco Menéndez de Guzmán y Tomasa Antonia López de Pineda, que también eran abuelos del presbítero Isidro Menéndez (originario de Metapán, e hijo de Francisco Javier Menéndez) y de Timoteo Menéndez (también de Ahuachapán, hijo de Juan Francisco Menéndez, y que fue jefe del entonces Estado de El Salvador en calidad de vicejefe). en un momento en que Centroamérica vivía una intensa convulsión política tras la disolución de la República Federal de Centroamérica. La región atravesaba décadas de inestabilidad, donde los conflictos entre liberales y conservadores marcaban la agenda política. En este entorno complejo, Menéndez emergió como una figura militar con inclinaciones liberales, comprometido con la transformación del Estado salvadoreño.
Desde joven perteneció al partido liberal que abogaba por la unión centroamericana. Comenzó su carrera militar en 1860, como oficial del ejército salvadoreño a las órdenes del presidente Gerardo Barrios. En 1871 participó en la revolución que derrocó al presidente conservador Francisco Dueñas. La primera mitad del siglo XIX en El Salvador estuvo dominada por la alternancia entre gobiernos autoritarios y breves experimentos democráticos, todos ellos con poca estabilidad. En este marco, el liderazgo militar se convirtió en una vía frecuente para acceder al poder, y Menéndez no fue una excepción.
En 1876 respaldó al gobierno del liberal Rafael Zaldívar, pero luego de un enfrentamiento con el nuevo mandatario tuvo que exiliarse en Guatemala.

## Golpe de Estado a Rafael Zaldívar y guerra civil
Después de la fallida intentona de Barrios, en el 10 de mayo de 1885, el general Menéndez inició un movimiento revolucionario bajo su liderazgo que buscaba deponer al gobierno de Zaldívar. Su llamado Ejército Libertador llegó a Chalchuapa sin resistencia y de ahí pasaron a las cercanías de Santa Ana. Pasaron varios días de combate hasta que en el 14 de mayo el general Menéndez ocupó la ciudad de Santa Ana y estableció ahí su cuartel general. Ya asentados en la ciudad, el general Estanislao Pérez le propone que Menéndez se proclame presidente, lo cual inicialmente no aceptó; ese mismo día, tras reiteradas renuncias que fueron negadas por la Asamblea Legislativa, el presidente Zaldívar abandonó la presidencia y se huyó del país, entregando provisionalmente la presidencia al Segundo Designado general Fernando Figueroa mientras la Asamblea se había puesta en receso.

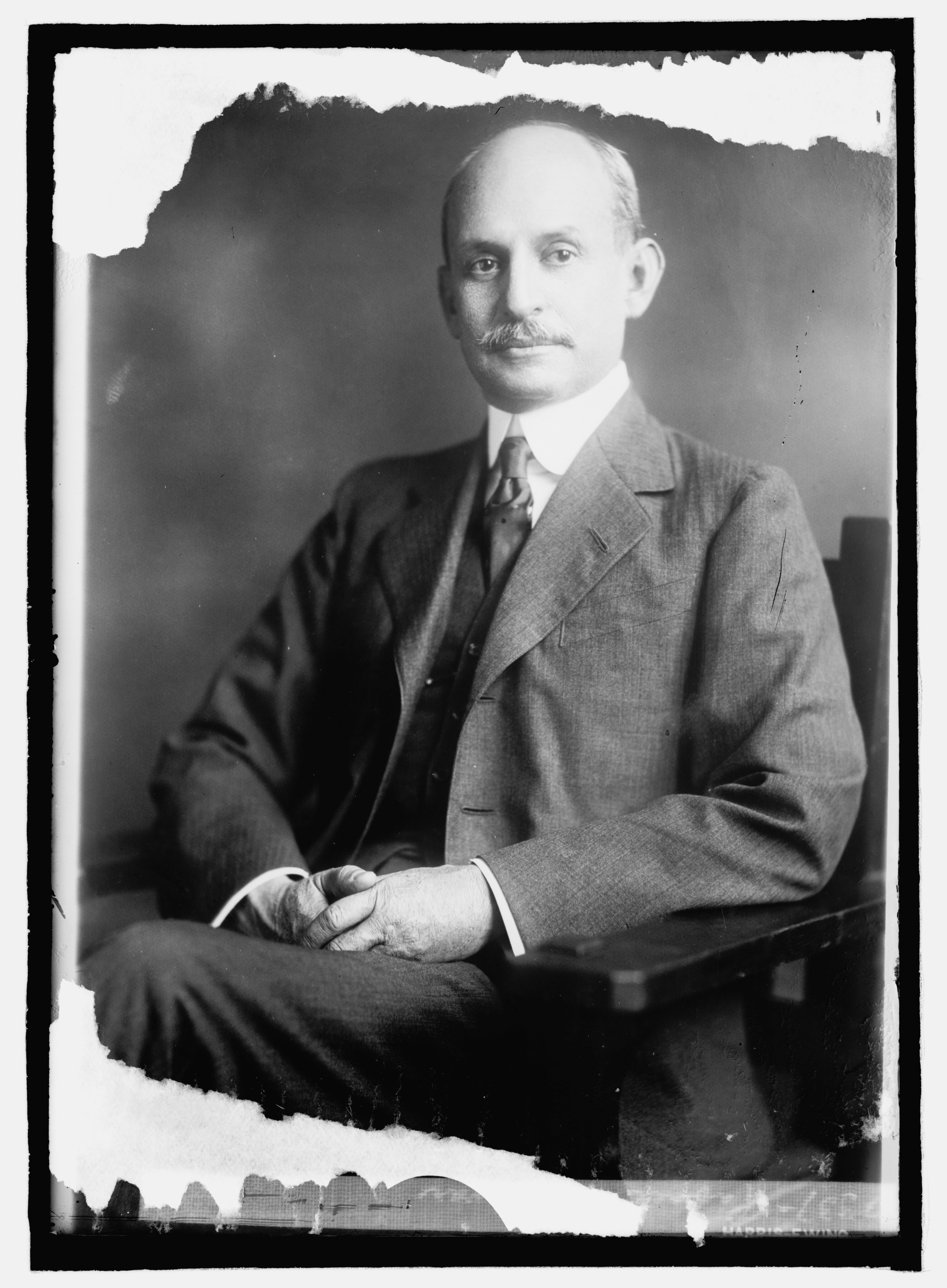
Presidente de El Salvador, Dr Rafael Zaldívar

### Gobierno provisorio revolucionario en Santa Ana

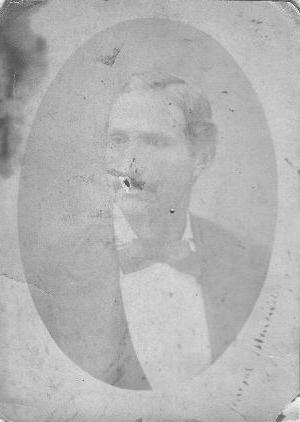
Francisco Menéndez durante su estadía en Santa Ana

El siguiente día 15 de mayo, la municipalidad de Santa Ana y el vecindario desconocieron la autoridad de Zaldívar y Figueroa; tras esto, el general Menéndez aceptó la propuesta del general Pérez y asumió por sí la presidencia provisoria, nombrando como su ministro de guerra a Pérez, y teniendo como secretario interino a Máximo Mancía. En el día siguiente, 16 de mayo, mientras el gobierno provisional oficial de Figueroa se movilizaba, el general Menéndez organizaba su gobierno revolucionario en Santa Ana. Creó una Junta Consultiva de Gobierno compuesta inicialmente del doctor Manuel Gallardo, Emeterio Ruano, doctor Carlos Bonilla, y Pablo Orellana; luego procedió a la organización del gobierno provisional, nombrando a Eugenio Araujo subsecretario general y Benito Orozco como tesorero general del ejército y hacienda. También nombró a individuos que debían tomar las gobernaciones y comandancias departamentales de los departamentos occidentales tomados por los revolucionarios.
Los combates continuaron en varias poblaciones. Se intentó negociar la paz en el 23 de mayo con representantes de los revolucionarios y del gobierno oficial, más no llegaron a ningún acuerdo y la guerra continuó. En el 5 de junio, Menéndez fue oficialmente declarado faccioso por el gobierno provisional de Figueroa, así como todos los que apoyaban o ayudaban al general Menéndez en su empresa revolucionaria. Figueroa dejó el mando en lugar del Tercer Designado José Rosales en el 18 de junio; el 19 de junio en la hacienda San Andrés se firmó un convenio entre representantes revolucionarios y del gobierno, poniendo fin a la guerra civil.

## Presidencias
El fin del conflicto permitió la entrada de Francisco Menéndez a la capital en el 22 de junio donde el tercer designado José Rosales le entregó el poder, tomando así cargo oficial de la presidencia provisional. Tras convertirse en presidente provisional, el 22 de junio de 1885, Menéndez se propuso redactar una nueva Constitución, conforme a los principios liberales. La Constitución Política de la República promulgada en 1886, que fue la octava de la historia de El Salvador, tuvo una vigencia de 53 años, de 1886 a 1939. Francisco Menéndez, una figura central en la historia política de El Salvador, marcó un antes y un después en la consolidación del liberalismo en el país. Nacido en Ahuachapán en 1830 y fallecido en San Salvador en 1890, Menéndez no solo desempeñó un papel clave como presidente de la República entre 1887 y 1890, sino que también fue el principal impulsor de una de las constituciones más emblemáticas del período: la Constitución liberal de 1886. Su vida estuvo marcada por la lucha armada, el liderazgo político y la búsqueda de una nueva estructura institucional para la nación salvadoreña.

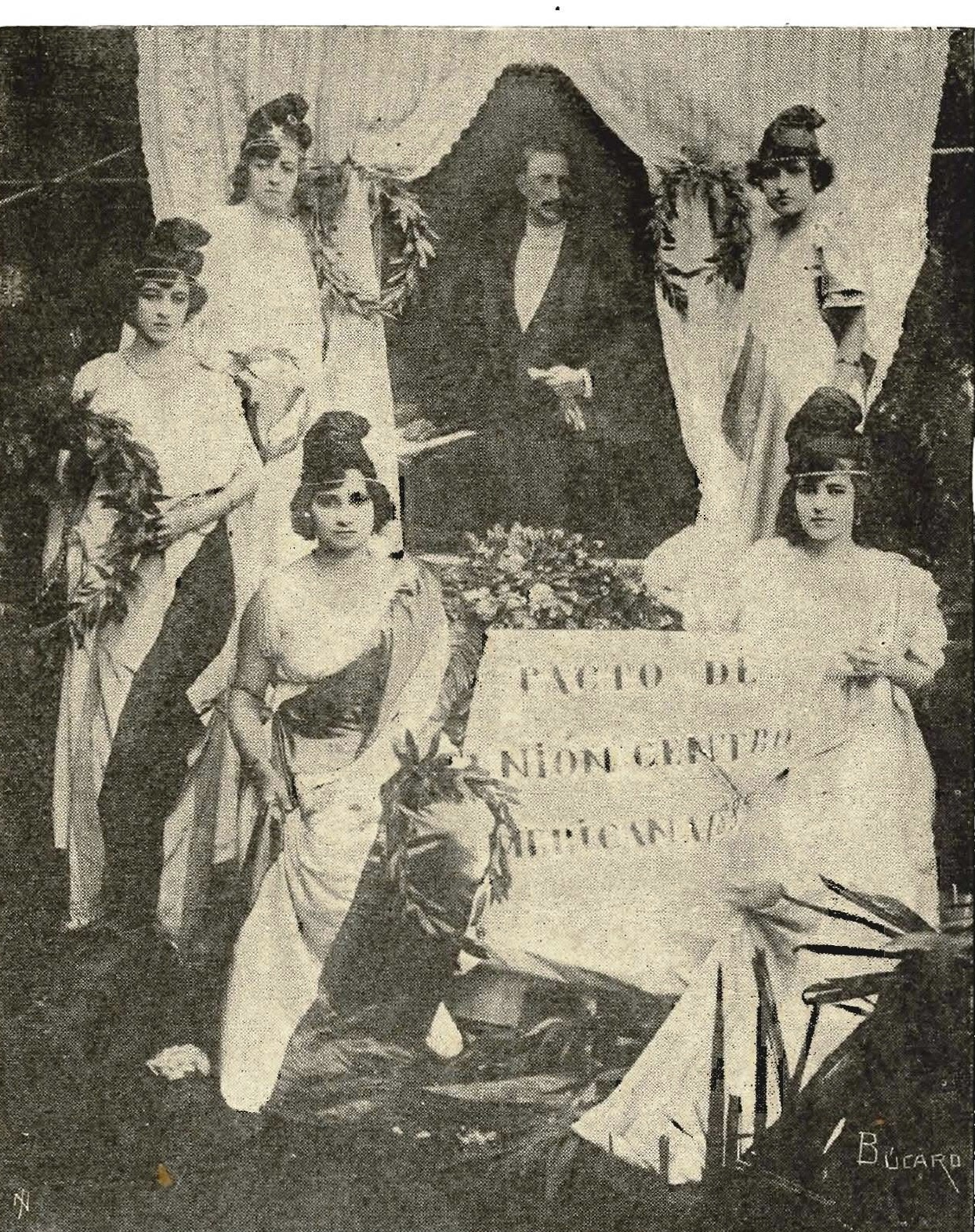
22 de junio de 1890 falleció el general Francisco Menéndez Valdivieso, el principal impulsor de la dignidad magisterial y principal reformador de la educación salvadoreña. Cabe destacar que Francisco Menéndez fue presidente de El salvador entre 1885-1890.

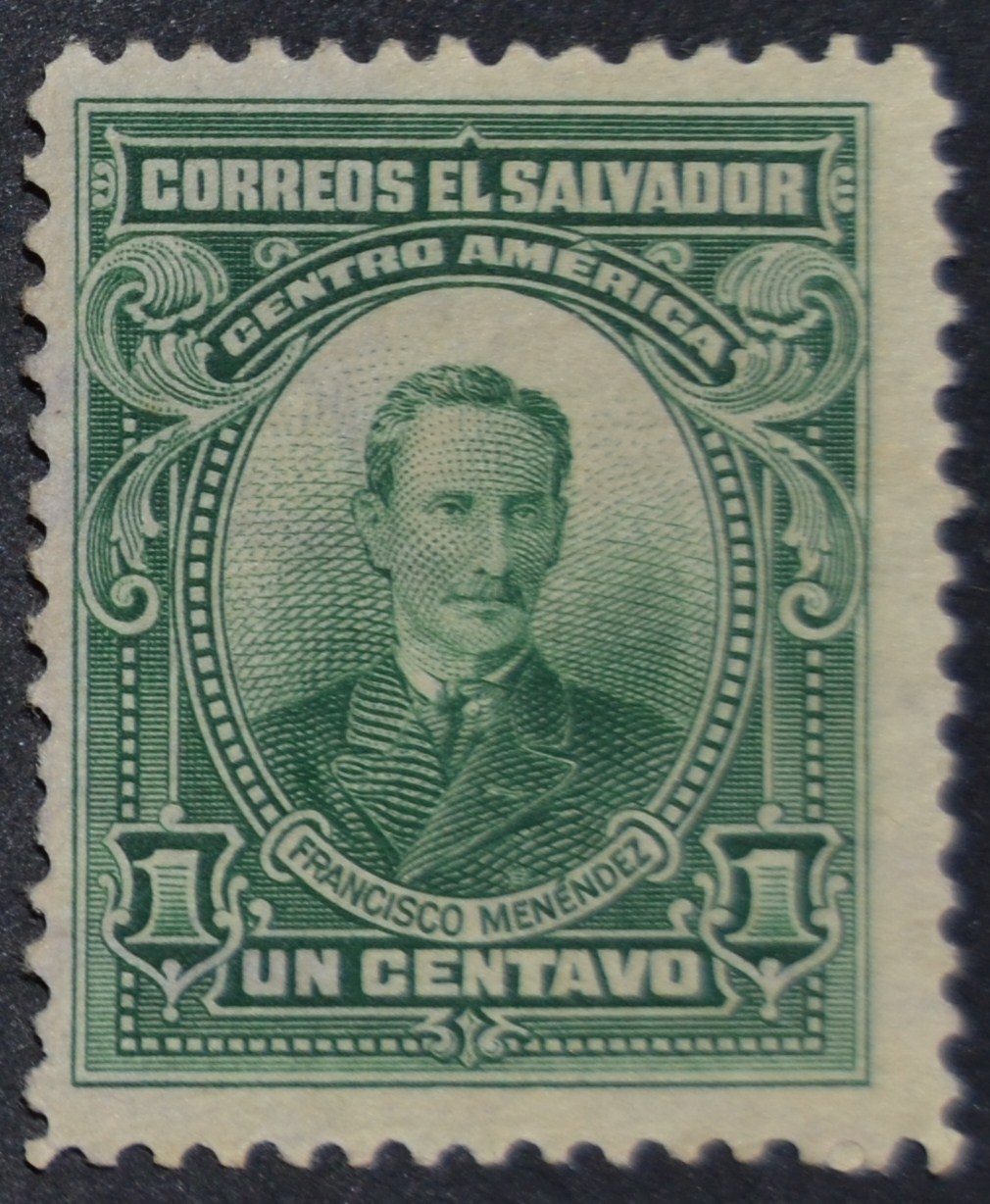
A los cuarenta y un años asumió un papel activo en la revolución de 1871 que derrocó al Dr. Francisco Dueñas, alcalde de Ahuachapán. A los cincuenta y cinco años el general Menéndez fue nombrado presidente provisional de El Salvador el 22 de junio de 1885, recibiendo el poder supremo de José Rosales. Menéndez presidió la creación de la Constitución liberal de 1886, que sirvió como constitución de El Salvador hasta bien entrado el.

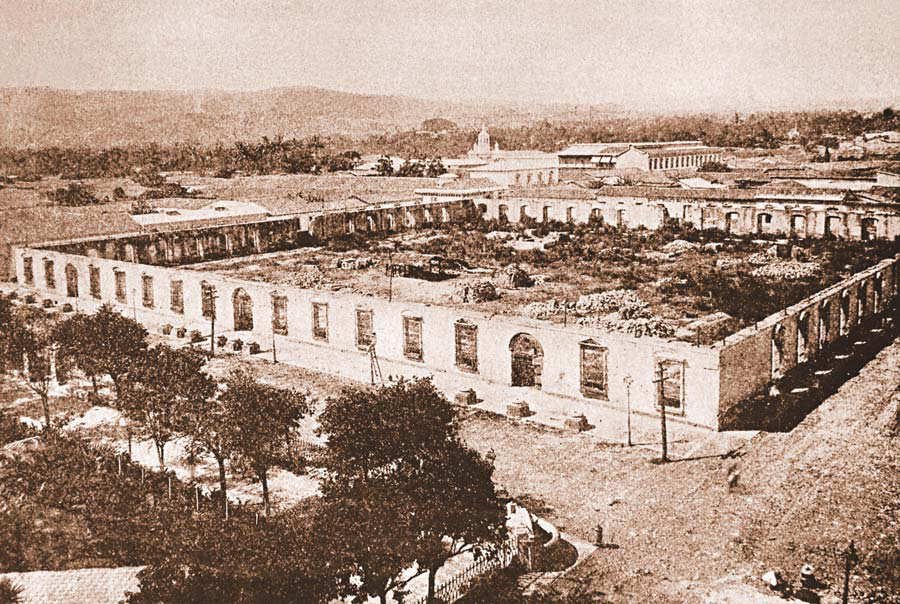
los restos del incendio del primer Palacio Nacional fueron registrados desde una de las torres de la segunda Catedral de San Salvador por el fotógrafo alemán Peter Fassold. Parte de esa estructura aún se localiza bajo el actual Palacio Nacional.

Fue elegido presidente constitucional para el período 1887-1891. Durante su gobierno, Menéndez promovió el cultivo del café en la zona occidental del país. El principal legado de Francisco Menéndez fue su papel como artífice de la Constitución liberal de 1886, considerada por muchos historiadores como una de las más importantes de la historia salvadoreña. Esta constitución introdujo principios clave del liberalismo decimonónico, Con esta carta magna, Menéndez buscó consolidar una visión republicana basada en las libertades civiles, alejándose del autoritarismo y centralismo que había caracterizado a gobiernos anteriores. Además, promovió la educación pública, reforzó el papel del ejército como garante del orden liberal y fomentó la modernización institucional.

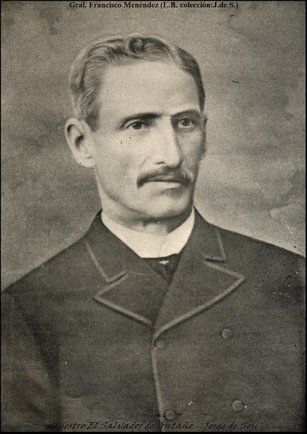
El líder progresivo gen. Francisco Menéndez condujo la revolución liberal de 1885. Durante su administración se construyeron los primeros ferrocarriles, teléfonos y otras redes de comunicación facilitando así el comercio y la unificación geográfica del Salvador

El 9 de diciembre de 1889, a las 6:00 a. m., salió para Santa Tecla para inaugurar los trabajos del ferrocarril acompañado del ministro de gobernación Larreynaga, el presidente del supremo tribunal de justicia Alvarado y otros más. A las ocho, llegaron al lugar designado para empezar el trabajo y ahí se inauguró. De allí pasaron a la casa del señor Ángel Guirola y en seguida al hotel-casino, por invitación de la municipalidad, quién le dio al presidente un almuerzo, regresó a San Salvador por la noche.
El 24 de diciembre de 1889, declaró estado de sitio el departamento de Cuscatlán y los departamentos limítrofes de Chalatenango, San Vicente, La Paz y San Salvador por causa de la rebelión declarada por el general don José María Rivas en Cojutepeque.
En abril de 1890, el presidente invitó a "amigos", dos por cada departamento para conferenciar privadamente para darles su parecer acerca de la persona en quien concurren las cualidades para futuro presidente. La llamada Junta de Amigos se componía de particulares y algunos empleados públicos de categoría secundaria o sin ninguna influencia política. En el 1 de mayo a las 8:30 a. m. el presidente instaló en uno de los salones altos de la Casa Presidencial y en número de 23 a los concurrentes; instalada la junta, el presidente se retiró y a excitación de los miembros les envió una lista de cuatro personas. La segunda junta se celebró el siguiente día con 21 miembros. Tomada la votación entre los cuatro listados, uno fue favorecido con 14 votos, obteniendo dos votos uno y uno cada uno de los dos restantes, tres votos fueron salvados. En vista del resultado, el presidente fue excitado a concurrir al salón. El presidente dio las gracias a los miembros y la junta concluyó sus sesiones.

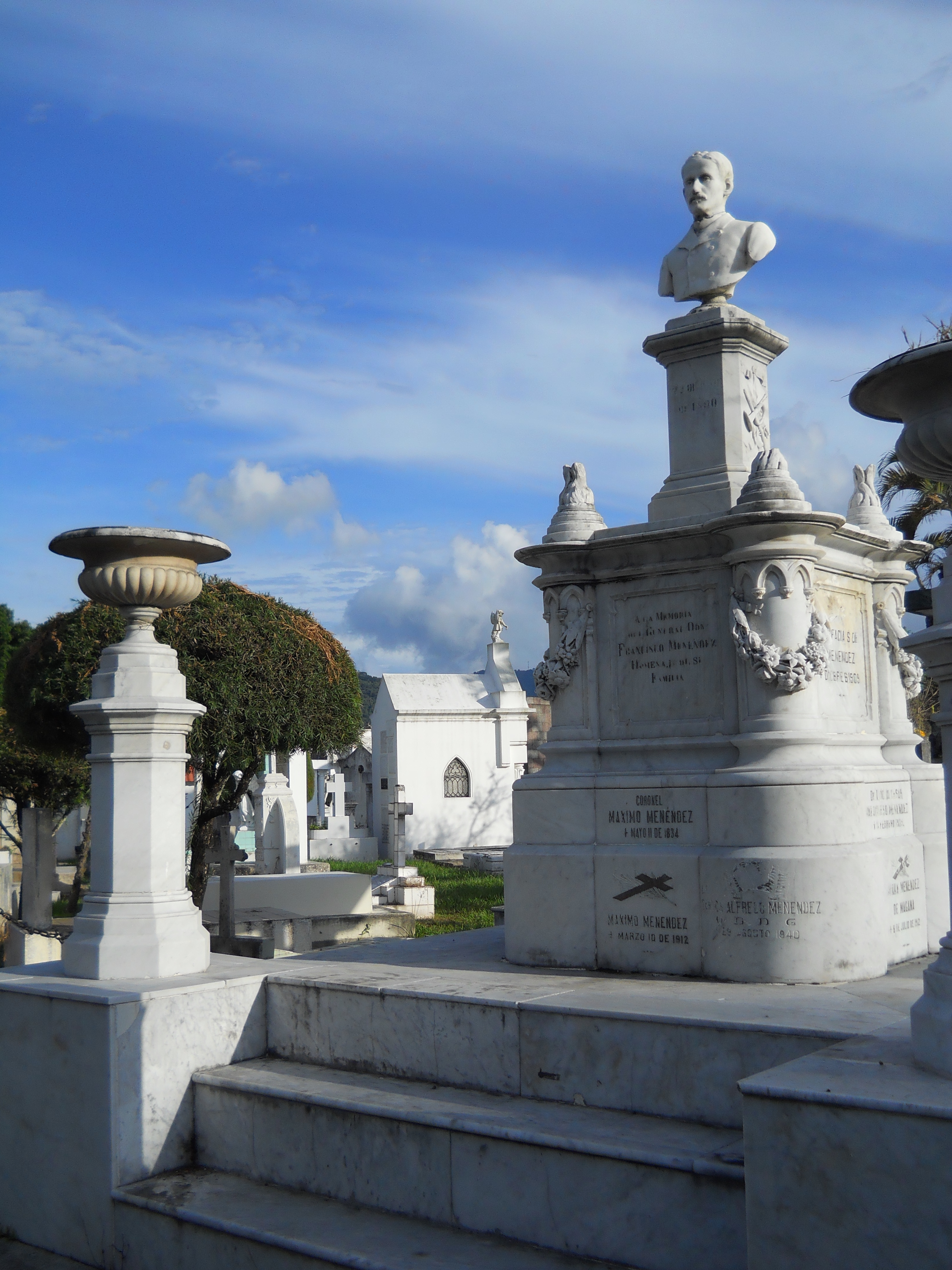
Vista lateral del busto del General Francisco Menéndez En su tumba.

El 22 de junio de 1890, el presidente Menéndez, fue derrocado por el general Carlos Ezeta. Falleció ese mismo día, a causa de un infarto.

## Legado
Su hijo, José Asensio Menéndez, fue dirigente y candidato presidencial del Partido de Acción Renovadora (PAR). Su nieto Enrique Magaña Menéndez fue candidato presidencial por el mismo partido. El nombre de Francisco Menéndez resuena aún hoy en los círculos académicos e institucionales de El Salvador. Su contribución con la Constitución de 1886 sentó las bases de la modernización del Estado salvadoreño, influyendo en la estructura política del país durante casi medio siglo.

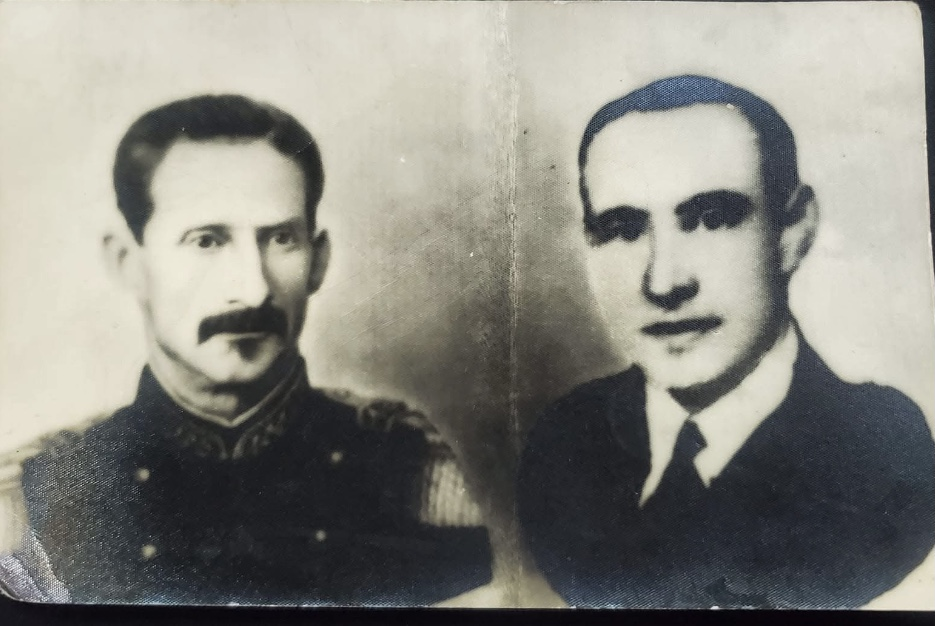
Francisco Menéndez y su hijo José Asensio Menéndez, fue dirigente y candidato presidencial del Partido de Acción Renovadora (PAR)

Además, su figura es recordada como símbolo de la transición hacia una forma de gobierno más civilista, aunque no exenta de tensiones y contradicciones. El hecho de haber promovido un entorno liberal y al mismo tiempo intentar consolidar un poder duradero para su facción política refleja las complejidades del liderazgo en el siglo XIX.
En la actualidad, diversos espacios públicos, escuelas y monumentos llevan su nombre, como forma de reconocimiento a su papel en la historia nacional. Asimismo, su legado es objeto de análisis en estudios sobre el constitucionalismo y el liberalismo en América Central.
El conflicto que protagonizó con Carlos Ezeta, quien lideró la revolución que finalmente acabó con su vida en 1890, también simboliza los límites del proyecto liberal en una sociedad profundamente fragmentada.
Francisco Menéndez no solo dejó un conjunto de reformas legales; su vida y obra representan un periodo crucial en el que El Salvador buscó una nueva identidad política, enfrentando el desafío de consolidar el poder sin renunciar a los principios republicanos. Su historia, marcada por la fuerza, el idealismo y la tragedia, continúa siendo fundamental para entender el desarrollo político del país en el tránsito hacia la modernidad.